# 莱娜·彼得曼
莱娜·彼得曼（德語：Lena Petermann，1994年2月5日—），德国女子足球运动员。她曾代表德国国家队参加加拿大举行的2015年国际足联女子世界杯，结果队伍获得第四名。